# Tibouchina llanorum
Tibouchina llanorum är en tvåhjärtbladig växtart som beskrevs av John Julius Wurdack. Tibouchina llanorum ingår i släktet Tibouchina och familjen Melastomataceae. Inga underarter finns listade i Catalogue of Life.